# عارف طيفور
عارف طيفور عارف هو سياسي عراقي كردي من محافظة السليمانية، وهو عضو في الحزب الديمقراطي الكردستاني وعضو في مجلس النواب العراقي عن التحالف الكردستاني.
ولد في مدينة دوكان في محافظة السليمانية عام 1945، وانتقل إلى بغداد في أواخر الستينات، إذ التحق بكلية القانون في جامعة بغداد وتخرج فيها عام 1970. بدأ طيفور حياته السياسية في وقت مبكر عندما انخرط في صفوف حزب «هيوا» الكردي ثم انتقل إلى تنظيم سياسي كردي آخر وأصبح في العام 1967 عضوا في الفرع الخامس للحزب الديمقراطي الكردستاني الذي يتزعمه مسعود البارزاني.
في العام 1974 فر إلى إيران بعد فشل ثورة الأكراد وعاد منها في العام 1976 ليشكل مع مجموعة من الزعماء الأكراد قيادة مؤقتة للحزب الديمقراطي الكردستاني.
وبعد أحداث عام 1991، شارك مع القيادة الكردية في تشكيل الإدارة الكردية لإقليم كردستان. وفي العام 1995، أصبح عضوا في المكتب السياسي للحزب الديمقراطي الكردستاني واستمر حتى عام 1999، إذ تولى رئاسة المنظمات الجماهرية التابعة للحزب. ومن العام 2000 حتى اليوم يشغل منصب عضو اللجنة المركزية للحزب الديمقراطي الكردستان.
شغل عدة مناصب مهمة في العراق منها نائبا لحاجم الحسني الجمعية الوطنية الانتقالية إلى جانب حسين الشهرستاني، ثم نائبا لرئيس مجلس النواب العراقي لدورتين متتالتين منذ عام 2006 حتى عام 2014.
يشغل حاليا منصب مسؤول محور الخازر في قوات البيشمركة.